# Song Duan
Dans ce nom chinois, le nom de famille, Song, précède le nom personnel.
Pour les articles homonymes, voir Song.
Song Duan (chinois : 宋端), née le 2 août 1995, est une footballeuse chinoise qui évolue au poste d'attaquant. Elle joue dans la sélection nationale depuis 2017. 